# ماهیچه مفصلی زانو
ماهیچه مفصلی زانو (انگلیسی: Articularis genus muscle) یک ماهیچه اسکلتی کوچک است که در جلوی ران و درست در بالای زانو واقع شده است. کارکرد این ماهیچه این است که پوشینه (کپسول) مفصل زانو را بالا می‌کشد.
خاستگاه آن جلوی بخش پائینی استخوان ران، پیوندگاه آن بخش بالائی پوشینه مفصل زانو، و عصب‌گیری آن از عصب رانی است.